# Ötzi

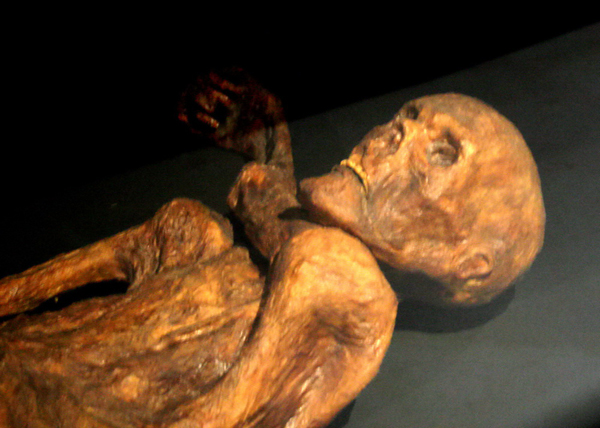
Rekonstruktion im Musée de Préhistoire de Quinson, Alpes-de-Haute-Provence, Frankreich

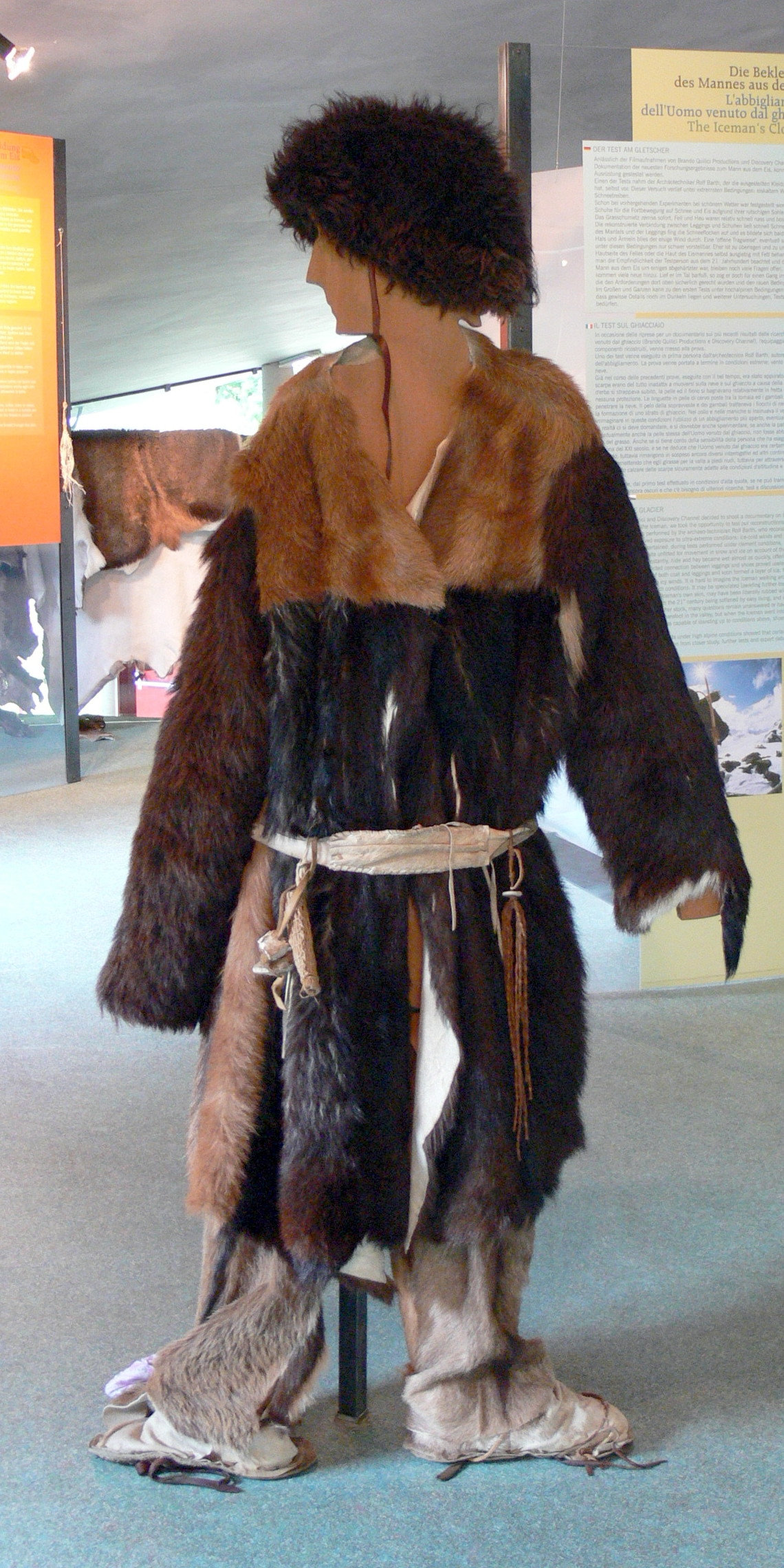
Nachbildung der Kleidung von Ötzi im ArcheoParc Schnals, Südtirol. Die Ärmel am Mantel sind nicht gesichert.

Ötzi, auch Mann vom Tisenjoch, Mann vom Hauslabjoch, Der Mann aus dem Eis, Mumie vom Similaun u. ä. genannt, ist eine Gletschermumie aus der späten Jungsteinzeit bzw. Kupfersteinzeit, die 1991 im Südtiroler Anteil der Ötztaler Alpen gefunden wurde. Untersuchungen zu Ötzis Todeszeitpunkt haben ergeben, dass er zwischen 3368 und 3108 v. Chr. gestorben ist. Ötzi ist damit die älteste bekannte natürliche menschliche Mumie Europas, und eine der ältesten der Welt. Ihrer Untersuchung sind eine Vielzahl an Erkenntnissen über das Leben der Steinzeitmenschen in Europa zu verdanken. Sie wird heute im Südtiroler Archäologiemuseum in Bozen aufbewahrt.

## Entdeckung

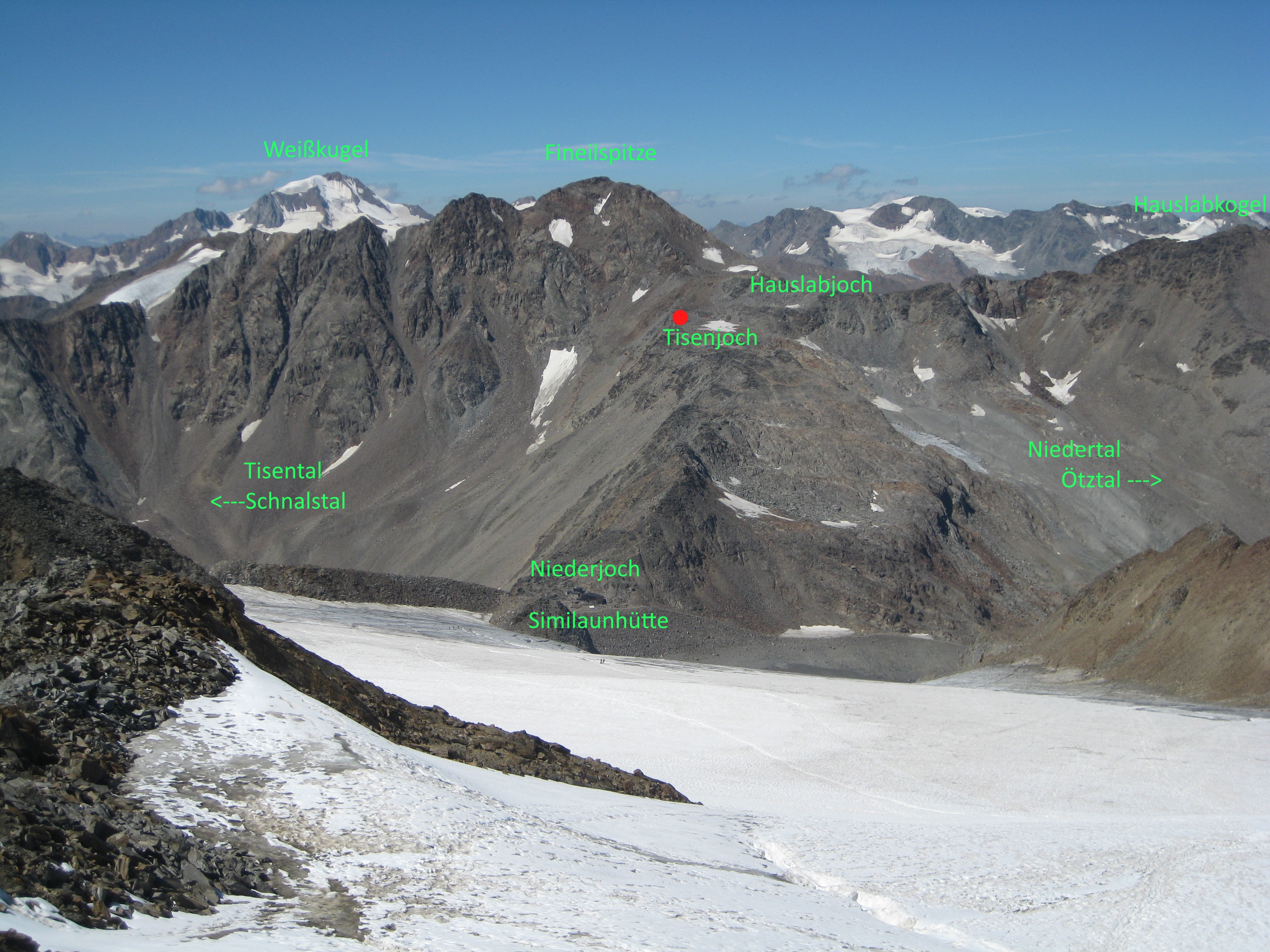
Fundstelle

Die Mumie wurde am 19. September 1991 beim 3188 m s.l.m. hohen Tisenjoch (Fundort: 46° 46′ 46″ N, 10° 50′ 26″ O) in den Ötztaler Alpen oberhalb des Niederjochferners gefunden. Das Tisenjoch, eine Senke des Schnalskamms zwischen der Fineilspitze und dem Similaun, verbindet das Schnalstal mit dem Ötztal (der niedrigste Sattel zwischen Fineilspitze und Similaun ist allerdings das vielbegangene, in 3017 m s.l.m. Höhe befindliche Niederjoch). Der Mann vom Tisenjoch wurde von den beiden deutschen Bergwanderern Erika und Helmut Simon aus Nürnberg entdeckt und ist die einzige erhaltene, durch natürliche Gefriertrocknung konservierte Leiche aus der Kupfersteinzeit (auch als Spät- bzw. Endneolithikum bezeichnet) in Mitteleuropa.
Die Fundstelle ist eine Felsmulde, die einst von Gletschereis bedeckt war. Das Eis konnte sich in der Mulde wegen der unbedeutenden Neigung und der Nähe zur Hangkante nach Westen (kein Eisnachschub) nie bewegen und Scherkräfte ausüben. Ötzi war vielmehr an dieser Stelle dank der unbeweglichen Eismasse über ihm bestens geschützt. Erst beim Rückzug des Gletschers durch starkes Abtauen im ungewöhnlich heißen Sommer des Jahres 1991 wurden die Fundobjekte freigelegt.
Spätere Untersuchungen konnten nachweisen, dass der Leichnam zumindest zeitweise in flüssigem Wasser lag und nicht ständig gefroren war. Das äußere Erscheinungsbild, mit Verlust der Behaarung so wie Oberhaut, und die Fettsäurezusammensetzung entsprechen einer Wasserleiche, die zu einem späteren Zeitpunkt gefroren ist. Ötzi starb mit hoher Wahrscheinlichkeit nicht am Fundort, sondern auf einer höheren Schneefläche und rutschte erst später in die Senke des Tisenjochs. Radiokarbondatierungen belegen, dass der Liegeort über Jahrhunderte wiederholt eisfrei war. Während heißer Sommer taute die Mumie mehrfach auf, was zur Ablösung der Kopfhaut und zur Beschädigung seiner Ausrüstung führte. Schmelzwasser trug zusätzlich jüngeres organisches Material in die Senke mit dem Liegeort ein. Diese Erkenntnisse widerlegen die frühere Annahme, dass Ötzi direkt nach seinem Tod dauerhaft im Eis versiegelt wurde.

### Klima zu Ötzis Lebzeiten
Ötzi lebte in einer Zeit, in der die Vergletscherung der Ötztaler Alpen wieder zunahm. Etwa um das Jahr 2020 herum entnahmen Wissenschaftler Eisbohrkerne aus der Gipfeleiskappe der etwa 12 km vom Tisenjoch entfernten Weißseespitze. Die Auswertung ergab, dass dieser 3498 m ü. A. hohe Berg bis vor etwa 6000 Jahren vorübergehend eisfrei war. Vor etwa 5900 Jahren setzte eine Zunahme der Vergletscherung ein. Dadurch wurde auch das Überqueren der hohen Alpenpässe wieder schwieriger und gefährlicher. Es ist ungeklärt, ob Ötzi auf Eis starb oder auf Fels/Schnee und im Zuge der allgemeinen Abkühlung erst später von Eis überdeckt wurde. Das Alter des Eises, in dem Ötzi eingeschlossen war, wurde nie bestimmt; inzwischen ist es abgeschmolzen.

### Grenzverlauf an der Fundstelle
Da Ötzi in der Grenzregion zwischen dem österreichischen Bundesland Tirol und der italienischen Provinz Südtirol gefunden wurde, erhoben zunächst beide Staaten Anspruch auf den Fund. Ursache ist die an der Fundstelle in der Regel vorhandene Gletscherüberdeckung der 1919 im Vertrag von Saint-Germain-en-Laye als Grenze vereinbarten Wasserscheide. Der 1920 mit der Festlegung im Gelände beauftragte internationale Grenzregelungsausschuss nahm an, dass bei Gletscherüberdeckungen eine geradlinige Grenzziehung der unter dem Gletscher liegenden Wasserscheide nahekäme, und beschloss ein entsprechendes Vorgehen. 1922 legte er auch am Fundort eine entsprechende Grenzziehung fest. Obwohl sich die Fundstelle auf der Österreich zugewandten Seite der Wasserscheide befindet, lag sie damit, wie eine Vermessung im Oktober 1991 ergab, 93 Meter von der Grenze entfernt auf italienischem Staatsgebiet. Seit September 2006 ist ein neuer Vertrag zwischen der Republik Österreich und der Italienischen Republik über die Instandhaltung der Grenzzeichen sowie die Vermessung und Vermarkung der gemeinsamen Staatsgrenze in Kraft, der die Wasserscheide bei Gletschern nicht mehr als Wasserscheide des darunterliegenden Geländes, sondern als die der Gletscheroberfläche und damit variabel definiert. Damit liegt die Fundstelle heute je nach Gletscherzustand auf italienischem oder, bei vollständigem Abtauen des Gletschers, auf österreichischem Staatsgebiet.

### Bergung und Fundumstände

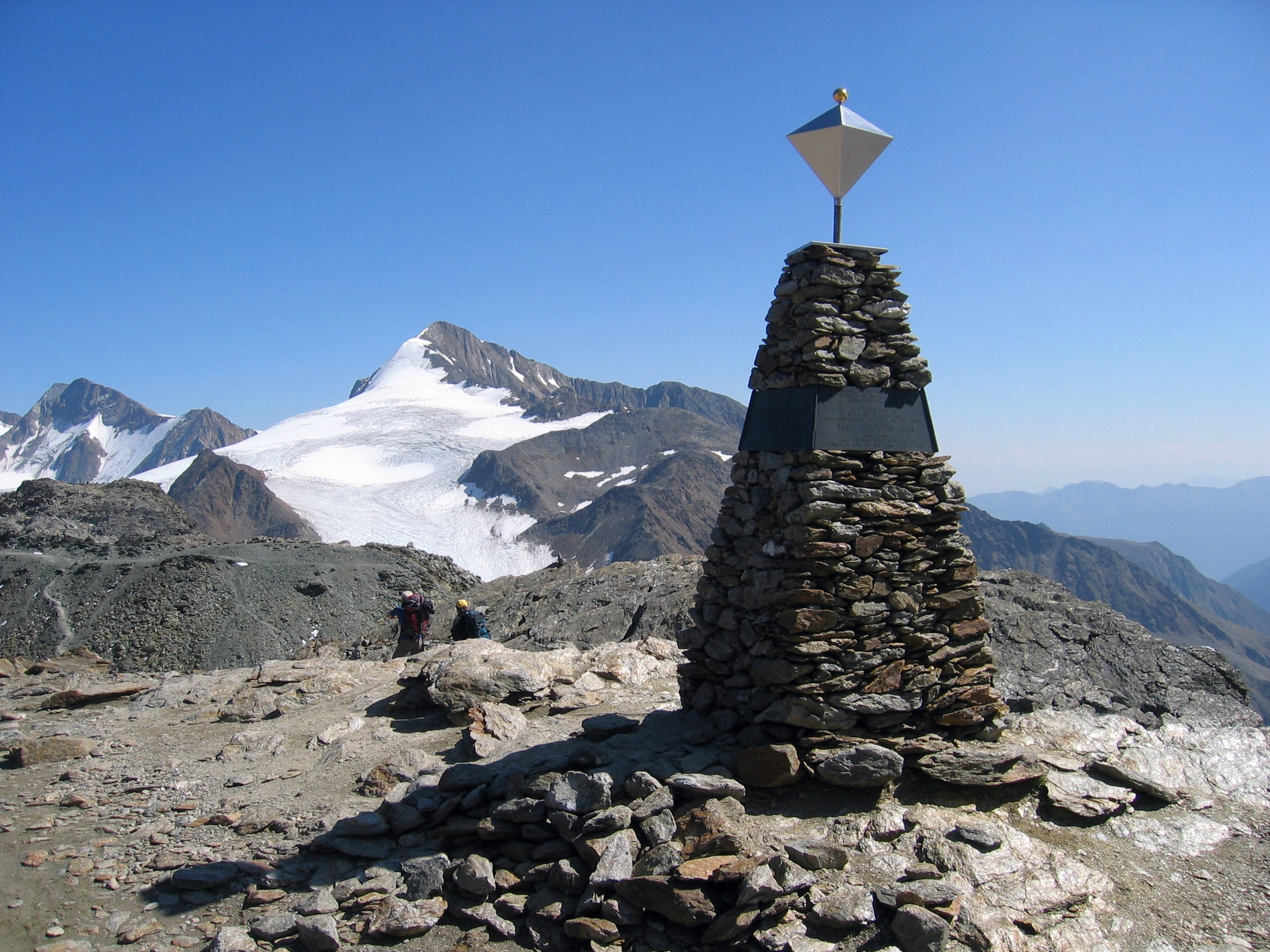
Obelisk in der Nähe der Fundstelle mit Blick nach Osten. Die in Nord-Süd-Richtung verlaufende Senke hinter den Bergsteigern ist das Tisenjoch, über ihnen der Similaun.

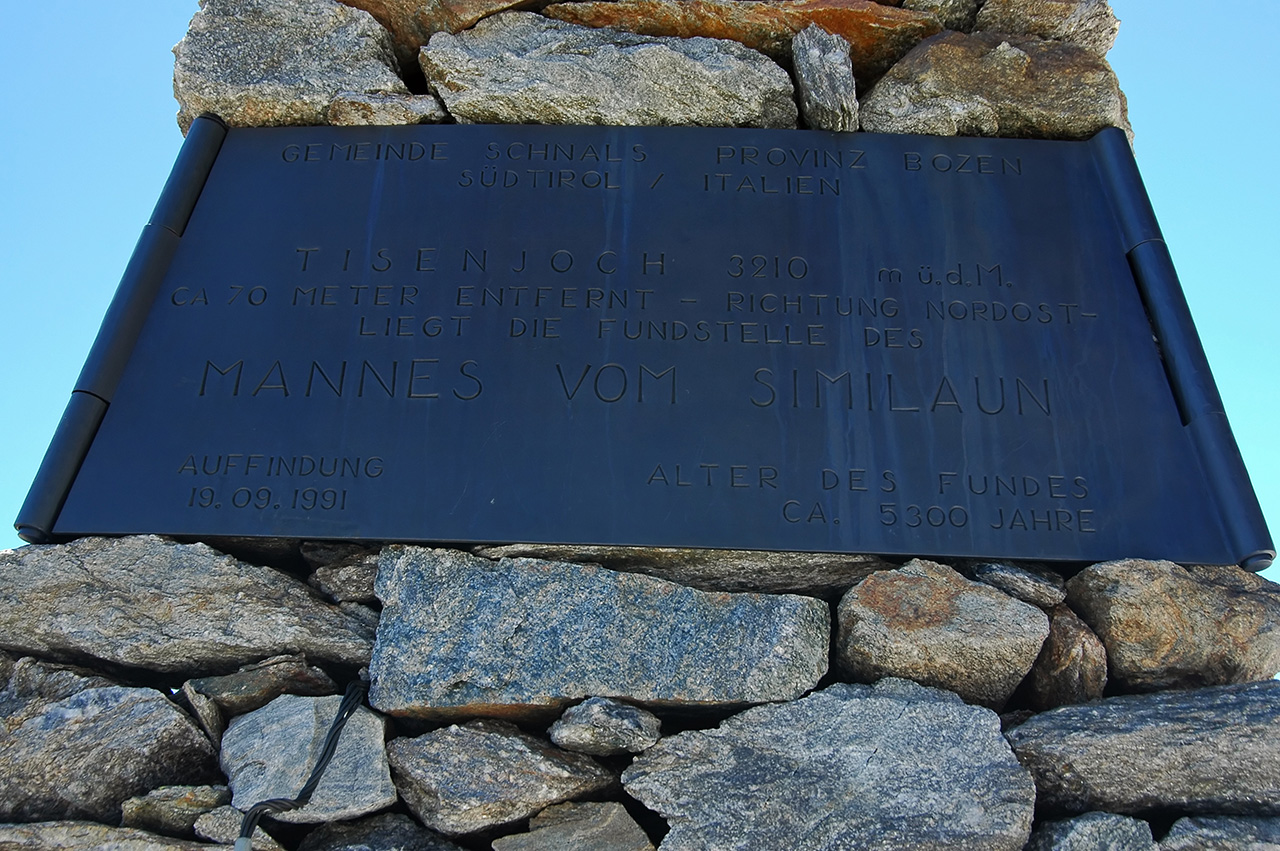
Inschrift des Denkmals

Die Eisleiche wurde am 23. September 1991 durch das Institut für Gerichtsmedizin der Universität Innsbruck geborgen. Da die Bedeutung der Leiche nicht sofort erkannt wurde, ereigneten sich einige Pannen:
- Der Polizist, der am Entdeckungstag die Eisleiche aus dem Eis befreien wollte, beschädigte mit Pickel und Presslufthammer Ötzis Hüfte.
- Vier Tage später verpackten Polizisten die Leiche und die dabei liegenden Fundgegenstände in einem Plastiksack. Weil der Bogen für den Sack zu groß war, wurde er zerbrochen.
- Der Bestatter in Vent brach Ötzis Arm, um ihn in einen Sarg legen zu können und in die Gerichtsmedizin nach Innsbruck zu bringen.
- Bevor der Prähistoriker Konrad Spindler von der Universität Innsbruck informiert wurde, war der Gerichtsmediziner geneigt, die Leiche zur Bestattung freizugeben, da bei alten Leichen kein Mörder am Leben und juristisch zu belangen ist.

### Rechtsstreit um die Fundprämie
Als Entdecker gelten nach einem mehrjährigen Rechtsstreit seit November 2003 die beiden deutschen Bergwanderer Erika und Helmut Simon aus Nürnberg. Gegen diesen Entscheid des Bozner Landesgerichts legte die Südtiroler Landesregierung Berufung ein, da sich die Slowenin Magdalena Mohar und die Zürcherin Sandra Nemeth gemeldet hätten, die den Gletschermann gefunden haben wollten. Der lange Rechtsstreit um die Gletschermumie führte im Juni 2009 zu einer Einigung dahingehend, dass der Familie Simon mit Billigung der Landesregierung in Bozen 150.000 Euro Finderlohn für die Entdeckung der Gletschermumie zugesprochen wurden, wobei die Prozess- und Anwaltskosten von der Familie getragen werden sollten. Nachdem diese Einigung jedoch im letzten Augenblick platzte, kam es erneut zu einem Verfahren, das im Juni 2010 endete und wonach die Südtiroler Landesregierung Erika Simon einen Finderlohn in Höhe von 175.000 Euro zusagte und ihn schließlich im August 2010 auszahlte.

## Körperlicher Befund
Die erste wissenschaftliche Untersuchung des archäologischen Befundes nahm Konrad Spindler in Innsbruck vor. Daneben wurden in die Untersuchungen von Beginn an Spezialisten aus den Fachgebieten der Anthropologie, Forensik und Pathologie einbezogen. Nach der Überführung der Mumie am 16. Jänner 1998 nach Bozen betreute lange Jahre Eduard Egarter Vigl die Koordination der Erforschung.

### Anatomie und Pathologie

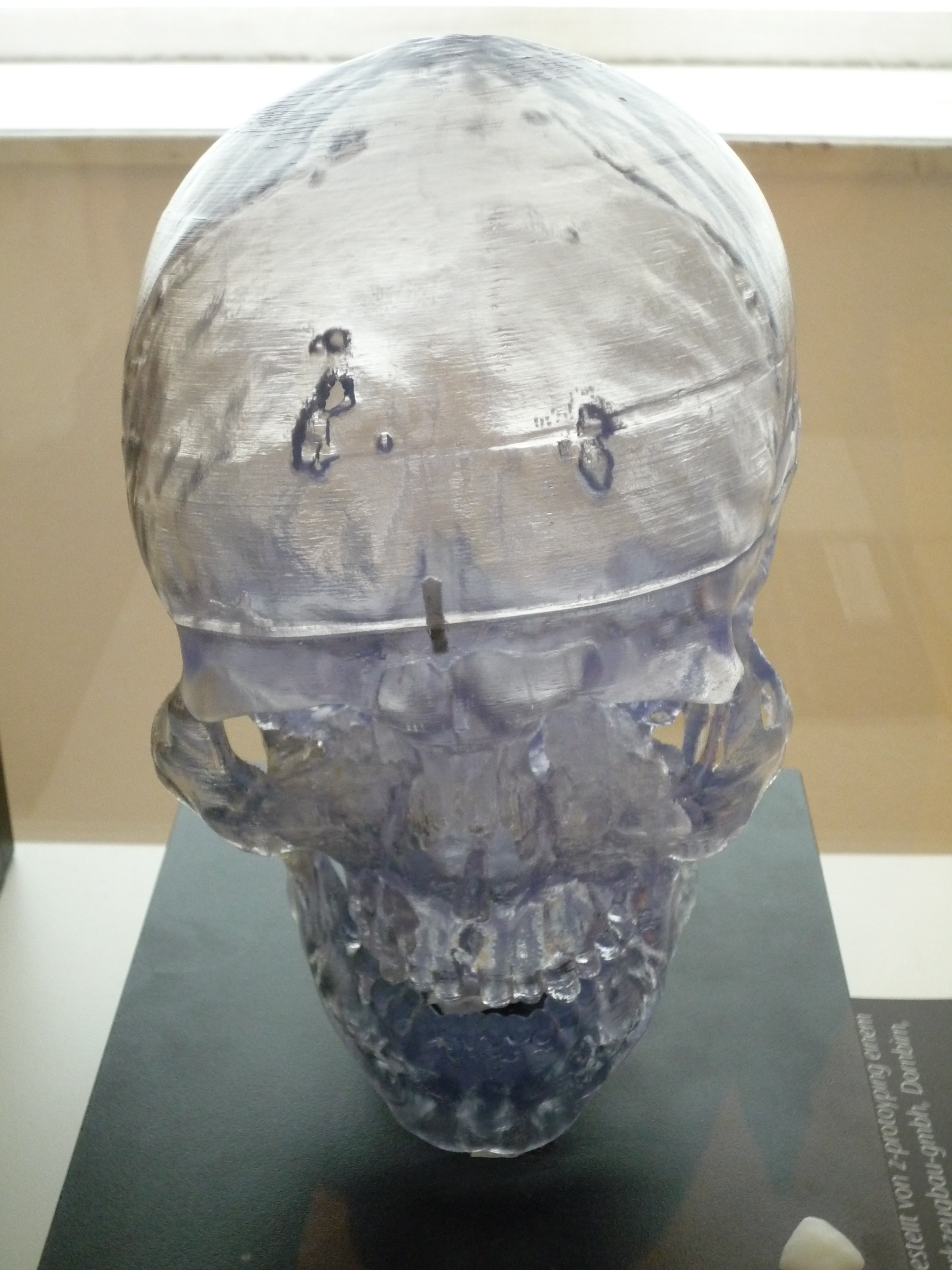
Stereolithografisches Modell des Schädels, basierend auf CT-Daten aus dem Jahr 1993

Der ca. 1,54 m große und 13 kg schwere, gefriergetrocknete Leichnam ist nahezu unversehrt und vollständig. Das wahrscheinliche Sterbealter wird mit 45–46 Jahren angegeben, wobei eine Abweichung von bis zu ±5 Jahren möglich ist. Da der Körper beim Gefrieren schrumpft, muss er von größerer Statur gewesen sein, etwa 1,60 m. Der Rumpf weist einen Bandscheibenverschleiß der Lendenwirbelsäule und eine durch einen Pfeilschuss in die linke Schulter verursachte Verletzung auf. Des Weiteren weist der Schädel im Bereich des rechten Augenrandes eine Fraktur der Schädelnaht zwischen Jochbein und Stirnbein (Sutura zygomaticofrontalis) auf. Ein Schädel-Hirn-Trauma wurde mittlerweile nachgewiesen.
Der Abnutzungsgrad der Gelenke wird für das Lebensalter als verhältnismäßig gering eingestuft, was auf eine herausgehobene soziale Stellung schließen lässt. In den Haaren wurden hohe Konzentrationen von Metallen nachgewiesen; daher vermutete man zunächst, dass er mindestens zeitweilig mit Kupferverhüttung in Kontakt kam. Dieser Vermutung wurde aber 2016 widersprochen.
Die Zähne sind stark abgenutzt, was – wie bei vielen anderen neolithischen Befunden auch – auf den Verzehr von Getreide mit den darin enthaltenen Partikeln von Mahlsteinen zurückzuführen ist. Dem Mineralienstatus der Zähne nach zu schließen kam er aus dem Eisacktal. Im Jahr 2011 wurden verschiedene Zahnerkrankungen wie Karies und leichte Parodontitis diagnostiziert. Auffallend ist weiterhin das Diastema (die Zahnlücke zwischen den beiden oberen mittleren Schneidezähnen). Eine weitere Studie ergab unter anderem Hinweise auf einen unfallbedingt abgestorbenen Frontzahn und auf eine fortgeschrittene Parodontitis, letztere belegt auch durch DNA-Analysen aus dem Beckenknochen, die den Parodontose-Erreger Treponema denticola nachweisen.
Ein Zusammenhang zwischen der Parodontitis und einer bereits früher gefundenen Arterienverkalkung wird diskutiert.
An der Mumie sind zahlreiche blauschwarze Tätowierungsgruppen erhalten, bei denen Kohlenstaub in kleine punktförmige Wunden eingerieben worden ist. Sie zählen zu den weltweit ältesten nachweisbaren Tätowierungen und setzen sich aus 61 Einzeltätowierungen zusammen. Auffallend sind besonders parallele Linien im Lendenbereich, Streifen um seinen rechten Fußknöchel und eine Tätowierung in Form eines Kreuzes hinter dem rechten Knie. Aufgrund einiger Punktierungen an klassischen Akupunkturpunkten wird über eine therapeutische Funktion der Tätowierungen spekuliert.
Drei im Jahr 2001 beschriebene Gallensteine deuten auf einen erhöhten Cholesterinspiegel des Gletschermannes, was in Verbindung mit der bereits vor Jahren diagnostizierten Arteriosklerose zu einer neuen Interpretation seiner Ernährung führt. Während der starke Zahnabrieb noch als Beleg für eine überwiegend vegetarische Ernährung aufgefasst wurde, wird jetzt Fleisch als wesentliche Nahrungsquelle angenommen. Aus der DNA-Analyse ergaben sich jedoch auch Anhaltspunkte für eine erbliche Komponente der Arterienerkrankung. 2016 wurde der Nachweis des Bakteriums Helicobacter pylori im Magen der Mumie erbracht, was in Verbindung mit dem mitgeführten Birkenporling als Medizin auf akute Magenbeschwerden hinweist.
Der linke Oberarmknochen wurde während der Bergung im vereisten Gelände gebrochen. Wie erst pathologische Untersuchungen im Jahre 2011 zeigten, war auch der rechte Oberarm postmortal gebrochen, was ebenfalls wahrscheinlich auf die Bergung zurückzuführen ist. 2012 gelang mittels Rasterkraftmikroskopie und Raman-Spektroskopie der Nachweis roter Blutkörperchen in der Pfeilwunde am Rücken.

### Erbgut-Analyse
Im Jahr 2011 wurden erste Ergebnisse der Untersuchung des Genoms (aus der Zellkern-DNA) bekannt. So wurde das Gen für braune Augen identifiziert. Das Genom des Eismannes wurde aus dem Beckenknochen sequenziert und im Februar 2012 erstmals veröffentlicht.
Aus Ötzis Erbgut wurde geschlossen, dass er laktose-intolerant war. Diese Tatsache berechtigt aber noch nicht zu der – teils in der Presse kolportierten – Vermutung einer generellen Unangepasstheit an eine bäuerliche Wirtschaftsform, da Laktoseintoleranz als der wahrscheinlichere Befund auch noch für spätneolithische Bevölkerungen gewertet wird. Der im November 2012 bekannt gewordene Vergleich der mtDNA nimmt vielmehr Ötzis genetische Einbindung in eine bäuerliche Kultur an. Der Eismann war Träger der Blutgruppe 0. Außerdem deuten Borrelien (Borrelia burgdorferi) darauf hin, dass er möglicherweise der älteste nachgewiesene Fall einer durch Zecken übertragenen Borreliose ist, auch wenn dies in neueren Studien angezweifelt wurde. Die Forschungsergebnisse aus dem Jahr 2012 bezüglich Ötzis genetischer Abstammung wurden wegen Verunreinigungen der damals untersuchten DNA durch modernste Genomsequenzierungen im Jahr 2023 teilweise revidiert.
Eine im Jahr 2023 durchgeführte neue, wesentlich verbesserte Sequenzierung des Erbguts zeigte, dass das Genom von Ötzi zu 91 Prozent mit jenem der frühen europäischen Ackerbauern übereinstimmt. Diese frühen Bauern brachten ab 7000 v. Chr. die Landwirtschaft aus dem Raum Anatolien nach Europa. Die übrigen 9 Prozent von Ötzis Erbgut stammen von den ersten anatomisch modernen Menschen Westeuropas, die Jäger und Sammler waren. Von den Vieh- und Hirtennomaden, die aus der westlichen Eurasischen Steppe nach Ötzi in mehreren Wellen und Kulturen weite Teile Westeuropas besiedelten, fehlen dagegen im Genom Übereinstimmungen. Die Ergebnisse passen somit in die Chronologie der Bevölkerungsgeschichte im damaligen Alpenraum. In Bezug auf das Aussehen kam das Forschungsteam zu dem Ergebnis, dass Ötzi wahrscheinlich glatzköpfig war und eine relativ dunkle Hautfarbe hatte, ähnlich den heutigen indigenen Bewohnern Sardiniens.

#### Paternale Linie (Y-DNA)
Beim vom Vater an die Söhne vererbten Y-Chromosom wurde eine Teilsequenz im Februar 2012 bekannt. Die jüngste bekannte Y-Haplogruppe wurde als G2a4-L91 identifiziert. Diese Haplogruppe ist sehr selten und heute in nennenswerten Prozentsätzen nur in den relativ isoliert gebliebenen Bevölkerungen von Korsika und Sardinien vorzufinden. Ähnlich wie beim Vergleich des gesamten Erbguts wird vermutet, dass diese Haplogruppe eine neolithische Bevölkerung repräsentiert, die im ursprünglichen Verbreitungsgebiet mit wenigen Ausnahmen ab der Bronzezeit stark zurückgedrängt wurde.
Im Rahmen einer historisch-genetischen Studie zur Besiedlung des Tiroler Alpenraums von 2013 haben Innsbrucker Forscher 19 von 3713 Tiroler Teilnehmern der Haplogruppe G-L91 zugeordnet, deren Alter sie auf 10.000 Jahre schätzten. Neuere Berechnungen aufgrund anderer alter menschlicher Überreste und moderner Männer schätzen ein Alter von an 11.600 bzw. 12.000 Jahre.
Citizen Science konnte Ende 2013 durch den Vergleich der publizierten Y-Sequenz mit teils privat finanzierten Y-Sequenzierungen Ötzis Y-Chromosom jüngeren Haplogruppen zuordnen, die Nachkommen von G-L91 sind und durch folgende SNP-Marker definiert werden: PF3239 > L166 > FGC5672,Y38112. Die Haplogruppe G-L166 wird auf ein Alter von 6227 bzw. 7000 Jahren geschätzt und auch in folgender aDNA festgestellt: Champ de Poste 193 ca. 4310 v. Chr. (Carcassonne, Frankreich), Mezocsát 5118 ca. 3150 v. Chr. (Ungarn), Talweg 9538 ca. 2337 v. Chr. (Augsburg, Bayern). Die Haplogruppe G-FGC5672,Y38112 wird auf ein Alter von 5200 bzw. 5650 Jahren geschätzt, und neben Ötzi gibt es jüngere aDNA: Kydonia 27 ca. 1450 v. Chr. (Kreta), Pylos 13517 ca. 1328 v. Chr. (Griechenland), Marvinci 10390 ca. 394 v. Chr. (Mazedonien). G-FGC5672,Y38112 wurde auch in modernen Y-Sequenzen mit Herkunft in Sardinien, Thüringen, Košický kraj (Slowakei), Tschechien, Polen, England, Georgien, Casablanca (Marokko), Mekka (Saudi-Arabien) und Punjab (Pakistan) festgestellt.

#### Maternale Linie (mtDNA)
Von diesem kleinen in mütterlicher Linie vererbten Erbgutabschnitt lagen die ersten genetischen Daten zu Ötzi vor, die ihn einer Untergruppe der mtDNA-Haplogruppe K1 zuordneten, zu der derzeit keine Überlebenden bekannt sind. Jedoch existieren andere Untergruppen von K1 sowie die übergeordnete Haplogruppe K. Im November 2012 wurde die Ableitung präsentiert, dass die mitochondriale DNA des Eismannes vor allem mit bäuerlichen Populationen des Spätneolithikums übereinstimmt, deren Erbgut deutliche Unterschiede zu mehr oder weniger zeitgleichen Jäger- und Sammlerpopulationen aufweist. Einen aufschlussreichen Vergleich bietet das vollständig vorliegende mitochondriale Genom des 7000 Jahre alten epipaläolithischen Skeletts Braña‑1 (La Braña‑Aritero, Provinz León), das wie verschiedene andere Mesolithiker zur Haplogruppe U (U5) gehört. Erbgut für den Vergleich stammt außerdem von einem Skelett der Grübchenkeramischen Kultur aus Gotland sowie von einem südschwedischen Bauern der Trichterbecherkultur und von einem eisenzeitlichen Bauern aus Bulgarien. Aus dem Vergleich wurde abgeleitet, dass die bäuerlichen Gesellschaften aus dem Vorderen Orient und Südeuropa einwanderten und sich auch später lange nur in begrenztem Maße mit regional ansässigen Jäger- und Sammlervölkern gemischt haben.

### Letzte Lebenstage und Tod
Die letzten Tage im Leben des Gletschermannes konnten vor allem durch die Untersuchung seines Darminhaltes durch Botaniker der Universität Innsbruck erhellt werden. Anhand mit der Nahrung aufgenommener Pollen kann nachgewiesen werden, dass Ötzi in den letzten Tagen vor seinem Tode ausgedehnte Strecken zwischen verschiedenen Vegetationszonen zurücklegte. Demnach hielt er sich zunächst im Bereich der Baumgrenze auf, die damals bei ungefähr 2400 Metern lag (heute etwa 1800–2100 m). Er stieg dann entweder in das Schnals- oder weiter ins Etschtal ab und etwa sechs Stunden vor seinem Tode wieder hinauf in Richtung Tisenjoch.
2007 wurde ein Szenario von Ötzis Tod publiziert, das einen Mord durch eine Pfeilattacke sehr wahrscheinlich machte. Die Pfeilspitze war in Innsbruck übersehen und erst 2001 durch neue Röntgenaufnahmen in Bozen entdeckt worden. Sie unterscheidet sich von den beiden erhaltenen Pfeilspitzen aus Ötzis Köcher durch die gedrungenere Form, der Pfeil stammt also mit hoher Wahrscheinlichkeit von einem Verfolger. Der Angreifer schoss den Pfeil von schräg unterhalb am Abhang in den Rücken des Gletschermannes, als dieser, vermutlich nach einer Mahlzeit, möglicherweise noch rastete. Die Pfeilspitze schlug beim Eindringen in den Körper ein etwa zwei Zentimeter großes Loch in das linke Schulterblatt. Mit Hilfe einer „Multislice-Computertomographie“ konnte eine Verletzung der rückseitigen Wand der linken schulternahen Unterschlüsselbeinarterie (Arteria subclavia) nachgewiesen werden. Auf den CT-Bildern ist in den umliegenden Geweben ein großer Bluterguss erkennbar. Das Pathologen-Team um Eduard Egarter Vigl hatte zunächst gefolgert, dass der im Körper steckende Pfeil nicht nur das linke Schulterblatt, sondern auch die Hauptschlagader durchschlug, was innerhalb kurzer Zeit durch den hohen Blutverlust zum Tode geführt hätte. In der 2007 publizierten Auswertung der Todesumstände wurde das Ergebnis dahingehend geändert, dass Ötzi nicht an den unmittelbaren Folgen der Pfeilwunde starb, sondern durch ein anschließendes schweres Schädeltrauma. Die Autoren lassen jedoch offen, ob das Schädeltrauma durch einen rückwärtigen Sturz infolge des Pfeilschusses erfolgte oder durch einen Schlag auf den Kopf, wie in manchen Massenmedien in den Vordergrund gestellt wurde.
Mindestens etwa 24 Stunden vor der Pfeilattacke, die zum Tod geführt haben soll, war Ötzi in einen Nahkampf verwickelt. Davon zeugen Schnittverletzungen am linken Arm und an den Händen sowie Kratzspuren auf dem gesamten Körper, besonders am Rücken. Dem Forschungszentrum Eurac Research zufolge waren aber entgegen diesen und anderen Interpretationen weder an den Pfeilspitzen, dem Beil noch an der Dolchklinge menschliche Blutspuren zu finden. Nur die geringfügigen Blutspuren am Grasmantel könnten von Ötzi selbst stammen, eventuell aber auch von Tieren.
Im Sommer 2011 wurde bekannt, dass Ötzi noch rund eine Stunde vor seinem Tod eine Rast einlegte und ein ausgiebiges Mahl zu sich nahm, wozu auch Fleisch vom Alpensteinbock gehörte. Der Magen war erst 2009 an einer anatomisch ungewöhnlichen Stelle im Brustkorb identifiziert worden. Botaniker der Universität Innsbruck fanden außerdem zahlreiche Pollen der Hopfenbuche in Ötzis Magen, was darauf schließen lässt, dass Ötzi im Frühjahr gestorben ist. Details zum Mageninhalt wurden erstmals 2011 wissenschaftlich publiziert. Mit dem Befund einer ausgiebigen Rast ist das frühere Szenario widerlegt, dass sich der Mann auf einer hastigen Flucht aus dem Tal befand.

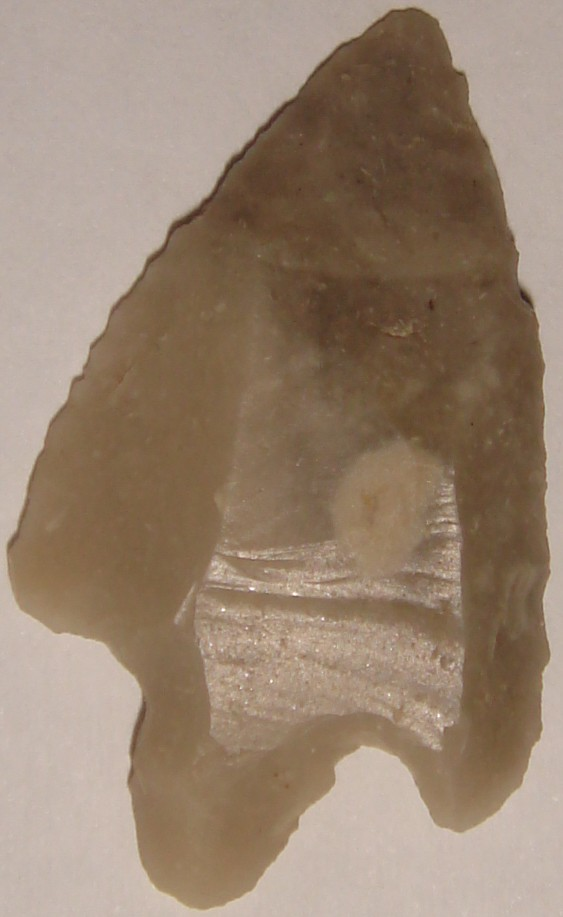
Eine ähnliche Pfeilspitze durchbohrte Ötzis Schulterblatt von hinten; Blattspitze, Feuerstein (Le Grand-Pressigny), mit Schaftzunge, eingezogene Pfeilbasis (Widerhaken, einer abgebrochen)

Zur Todesursache gibt es bis heute keinen allgemeinen Konsens der Experten. Auf dem Zweiten Internationalen Mumienkongress (Oktober 2011 in Bozen) wurden mehrere Möglichkeiten vorgestellt, von denen keine zweifelsfrei ausgeschlossen werden konnte:
- Der Tod könnte unmittelbare Folge einer arteriellen Blutung der vielleicht durch den Einschuss verletzten Arteria subclavia sinistra sein.
- Möglich ist auch eine venöse Blutung durch Verletzung der Arteria subclavia folgenden Venen. Eine solche Verletzung konnte noch nicht nachgewiesen werden, ist aber aufgrund der Lage der Pfeilspitze wahrscheinlich.
- Das mittlerweile nachgewiesene Schädel-Hirn-Trauma, dessen Ursprung noch nicht vollständig geklärt ist, könnte ebenfalls unmittelbar zum Tod geführt haben.
- Mit Sicherheit konnte man eine Verletzung der großen Gefäße, die vor dem Schulterblatt verlaufen, bisher nicht nachweisen. Diese Gefäße könnten unter Umständen intakt geblieben sein. In diesem Fall wurde nur das Schulterblatt durch die Pfeilspitze perforiert und der Tod könnte durch langsames Verbluten eingetreten sein, verursacht durch eine Beschädigung des im Schulterblatt verlaufenden arteriellen Geflechts (Rete scapulare), das mit Sicherheit verletzt wurde. Die abnorme Armhaltung und die Bauchlage könnten in diesem Zusammenhang als bewusste Maßnahmen zur Wundkompression interpretiert werden.[73]

2012 durchgeführte Untersuchungen konnten Fibrin in der Pfeilwunde nachweisen, was jedoch auf einen direkten Tod durch den Pfeilschuss schließen ließe.
Der Sterbeort des Gletschermannes war als Querrinne ein etwas windgeschützter Platz. Ob dieser Ort als letzter Rastplatz frei gewählt war oder zugleich der Tatort war, an dem er mit dem Pfeil getroffen wurde, ist bislang ungeklärt. Der Pfeilschaft wurde, wahrscheinlich durch Fremdeinwirkung, wieder aus dem Rücken des Opfers entfernt. Das wertvolle Beil mit Kupferklinge wurde noch bei der Mumie gefunden, was einen Raubmord unwahrscheinlich macht. Auszuschließen ist diese Theorie jedoch nicht, da sich nicht rekonstruieren lässt, welche Gegenstände der Mann vom Tisenjoch noch bei sich führte, die der Verfolger mit sich genommen haben könnte.
Eine weitere Theorie ist die Bestattungstheorie: Eine Arbeitsgruppe der Universität Rom publizierte 2010 die umstrittene These, dass Ötzi auf niederer Seehöhe gestorben und erst Monate später auf den Pass gebracht und dort bestattet worden sei. Bei den gefundenen Gegenständen würde es sich folglich um Grabbeigaben handeln. Zur Begründung wurde angeführt, dass die Analyse des Darminhalts auf einen Tod im April hindeutet, die Pollen an der Fundstätte jedoch auf den August oder September. Eine räumliche Analyse der Fundsituation lasse vermuten, dass der Körper auf einer aus Steinen aufgebauten Plattform zusammen mit den Werkzeugen und anderen Gegenständen rituell aufgebahrt worden sei. Die Niederlegung auf der Plattform sei später durch den langsamen Fluss des Gletschereises auseinandergerissen worden, so dass der Körper schließlich in der Rinne etwa 80 cm tiefer und rund 5 m nordöstlich der Plattformreste gefunden wurde.
Die Bestattungstheorie wurde von Wissenschaftlern des Südtiroler Archäologiemuseums, der Universität Innsbruck sowie des Instituts für Mumien am Forschungszentrum Eurac Research zurückgewiesen. So seien keine Dekompositionsprozesse nachweisbar, die bei einer vorangegangenen Aufbewahrung der Leiche im Tal unumgänglich gewesen wären. Zudem sei der ununterbrochene Blutstrom im linken Arm, der angewinkelt unter dem Körper des Toten lag, ein Beweis für die unveränderte Körperhaltung während des Gefriertrocknungsprozesses und nur durch einen solchen erklärbar. Die ins Feld geführten Pollen der Umgebung stammen aus geschmolzenem Eis und damit sekundärer Lage, daher sei auch dieses Argument der Arbeitsgruppe um Vanzetti wenig stichhaltig.
Der englische Archäologe Francis Pryor vertritt die Theorie, bei dem Pfeilschuss auf Ötzi habe es sich um einen Ritualmord gehandelt, wofür vor allem die bewusste Deponierung seiner Ausrüstungsgegenstände spreche.

## Kleidung und Ausrüstung
Neben der Leiche wurden außer Bekleidungsresten auch zahlreiche Alltags- und Gebrauchsgegenstände aus dieser Epoche gefunden. Ein Teil der Ausrüstungsgegenstände weist Stilmerkmale auf, die den Leichnam als Vertreter der südalpinen Remedello-Kultur zuordnen lassen. Das ist insbesondere das Kupferbeil, für das es nur einige wenige Vergleichsfunde aus der Remedello-Kultur und von dem es ähnliche Felsbilder im Valcamonica gibt. Ein weiteres, regionalspezifisches Merkmal ist der lessinische Feuerstein, aus dem der Dolch und die Pfeilspitzen hergestellt wurden. Dieser fossilführende Feuerstein weist auf den Abbau in den Monti Lessini, einer Bergregion östlich des oberen Gardasees (auch „Kleine Dolomiten“). Er ist vor allem für Steingeräte der Remedello-Kultur typisch.
Eine DNA-Analyse der Lederreste hat eine Bestimmung der Tiere, aus denen die Kleidung gefertigt wurde, erlaubt.

### Bekleidungsgegenstände
Ötzi trug eine aus braunem und weißem Fell längs gestreifte Jacke, deren helle und dunkle Fellstreifen auf der nach außen getragenen Fellseite optisch wirkungsvoll kombiniert sind. Entgegen einer früheren Bestimmung als Schaffell geht die 2016 publizierte Untersuchung für die Jacke von einer Kombination von Ziegen- und Schafhaut und für die Beinlinge von Ziegenfell aus. Der Tragekomfort der Jacke ist mit heutiger Kleidung allerdings nicht zu vergleichen. Die Beinlinge ähneln den Leggings nordamerikanischer Indianer. Sie bestehen aus vielen kleinen Fellstücken, die mit Tiersehnen in Überwendtechnik sorgfältig vernäht waren. Warum Ötzis Beinlinge Patchwork-Arbeiten sind, ist bis heute unklar. Um die Hüften trug Ötzi einen Gürtel aus Kalbsleder, an dem die Lederschlaufen der Beinlinge befestigt waren und der außerdem den bis zu den Knien reichenden Lendenschurz aus Schaffell hielt.

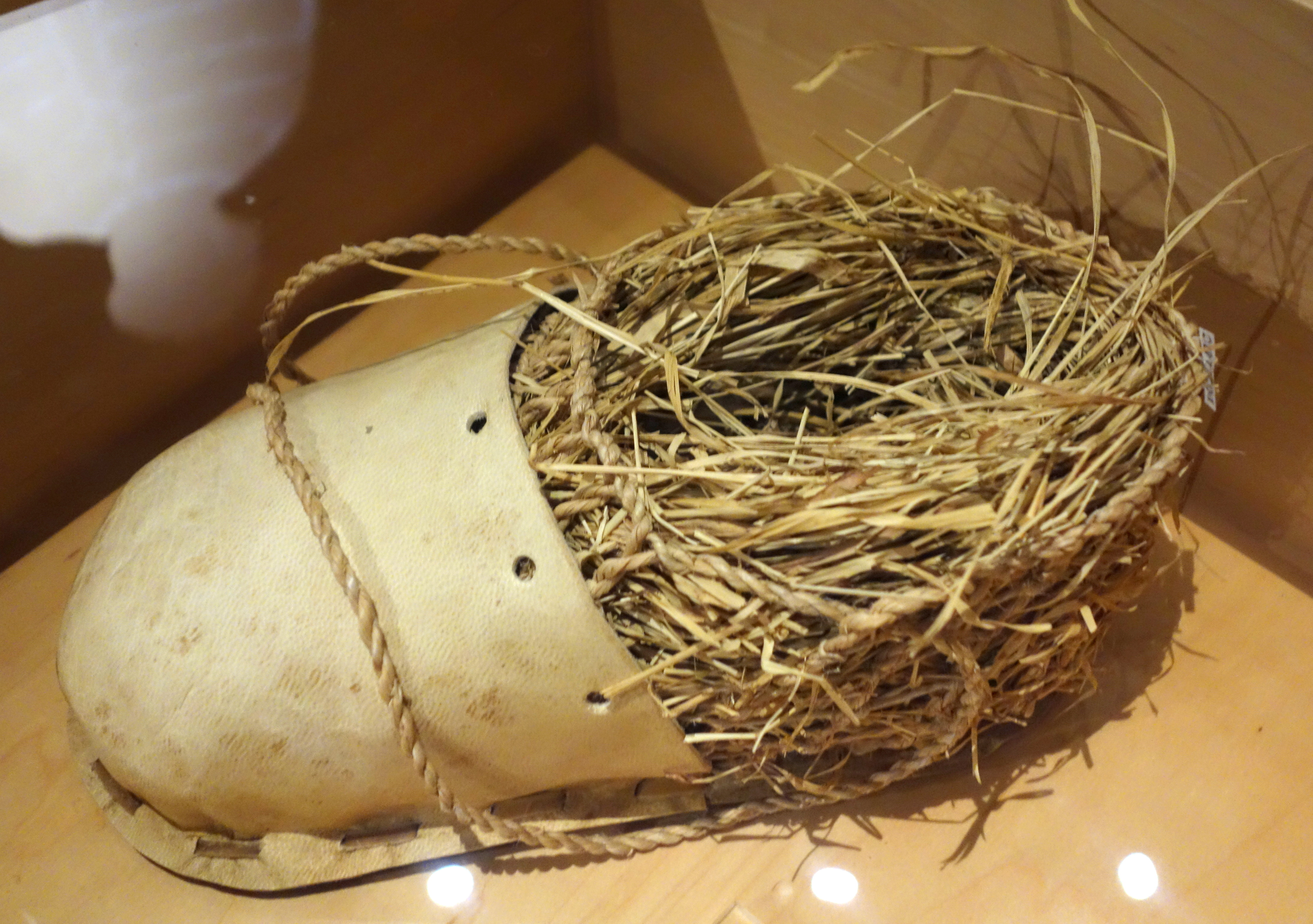
Rekonstruktion des Schuhs

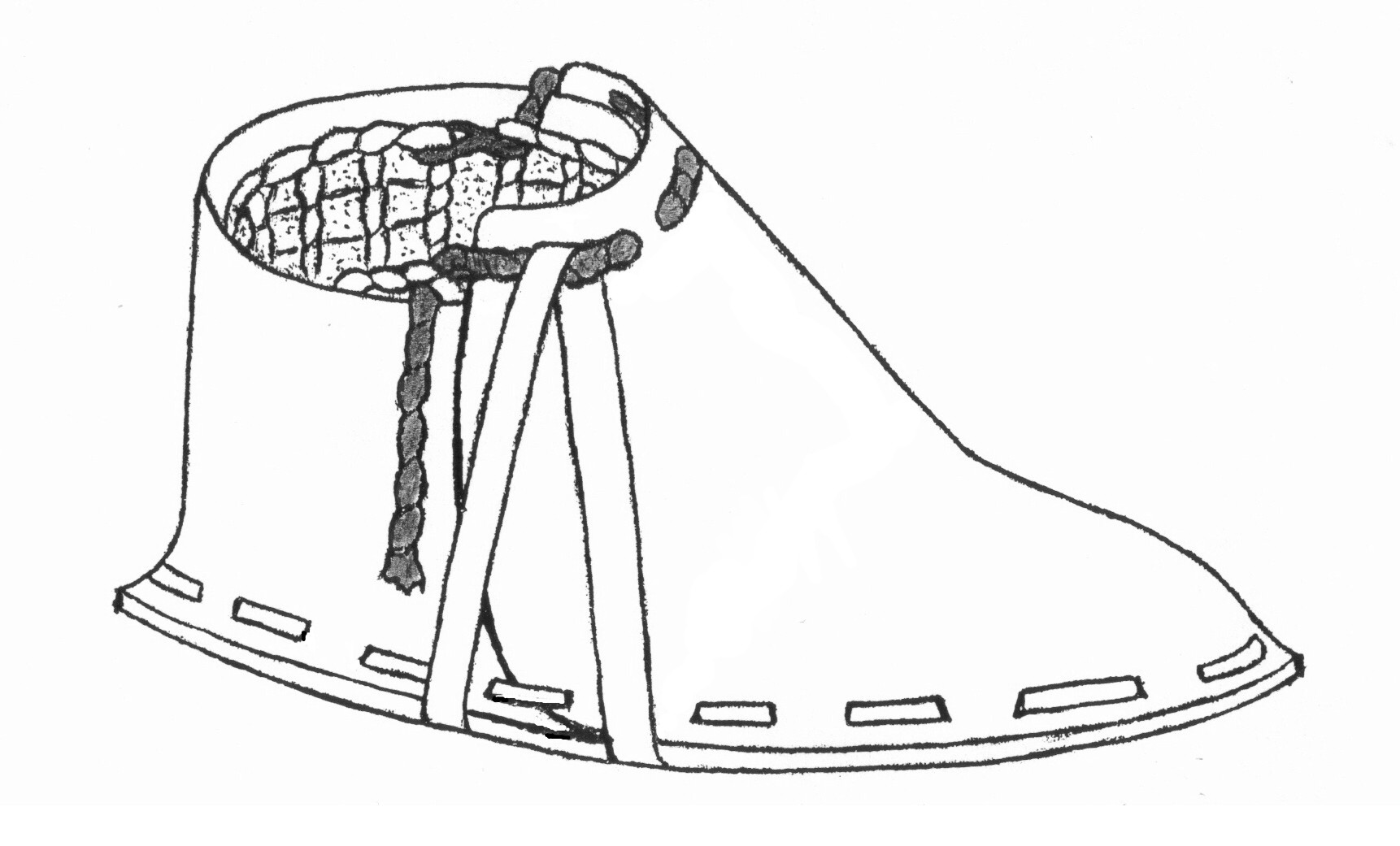
Ötzis Schuh, Skizze

Ötzis Schuhe bestehen aus verschiedenen Materialien. Für den Schaft wurde Rindsleder (frühere Bestimmung: Hirsch) verwendet, dessen Haarseite nach außen zeigte. Die Sohle bestand aus besser isolierendem Bärenfell, dessen Haarseite innen lag. An der Unterseite der Sohle wurde ein quer laufender und sich überkreuzender Lederstreifen angebracht, der damit die älteste bekannte Profilsohle eines Schuhs darstellt. Schaftleder und Sohle wurden von einem umlaufenden – in Vorstichtechnik eingezogenen – Lederband gehalten. Der Innenschuh bestand aus gedrillten und verzwirnten Grasschnüren. Dieses Geflecht war durch den umlaufenden Lederriemen fest mit der Sohle verbunden, nach oben zum Schaft hin aber offen. Zwischen das Geflecht des Innenschuhs und das Schaftleder wurde trockenes Süßgras (Fieder-Zwenke und Borstgras) gestopft, das als Polster und Isolierschicht diente. Der speziell für Erfordernisse im Hochgebirge gebaute Schuh wurde mit einem „Schnürsenkel“ aus Lindenbast verschlossen.
Als Kopfbedeckung trug Ötzi eine Mütze aus dem Fell eines Braunbären, was die Erstbestimmung bestätigt. Zwischenzeitliche Analysen waren von Wolfs- oder Hundefell ausgegangen.
Außerdem wurde ein Grasfetzen aus geflochtenem Süßgras (der Art Fieder-Zwenke) gefunden. Die anfängliche Deutung als Teil eines Umhangs oder einer Liegematte ist umstritten, es könnte sich ebenso um einen Regenkopfschutz oder um den Teil eines fehlenden Behälters zur Rückentrage (weiter unten beschrieben) handeln.

### Kupferbeil

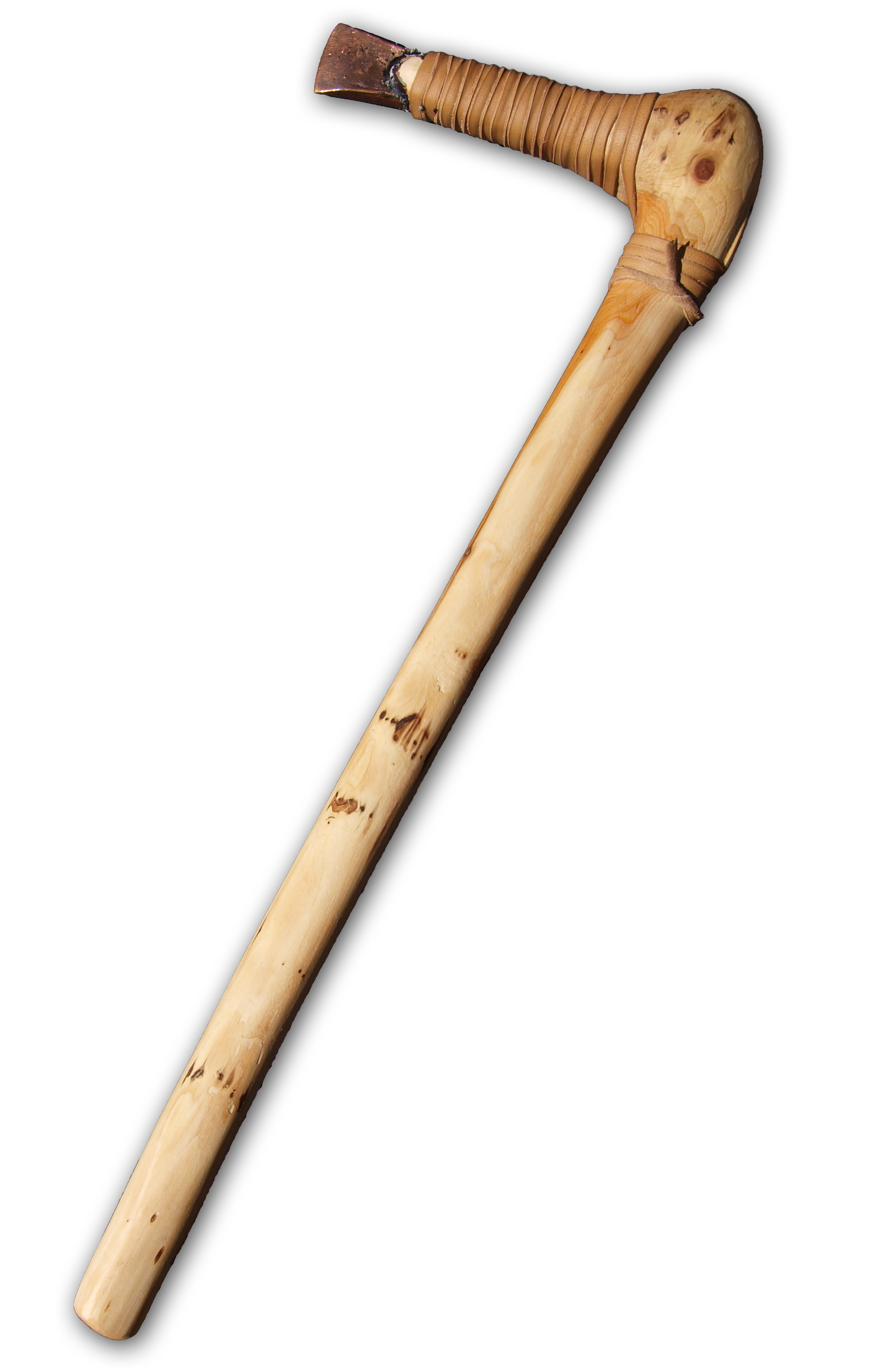
Originalgetreue Rekonstruktion des Kupferbeils

Das mitgeführte Kupferbeil ist vollständig erhalten. Die Klinge besteht zu 99 % aus Kupfer, das laut neuesten Analysen aus südtoskanischem Erz gewonnen wurde. Während kupferne Beilklingen aus dem 4. Jahrtausend v. Chr. in einiger Anzahl bekannt sind, ist Ötzis Beil das einzige, das geschäftet erhalten ist. Mit diesem Beil war es möglich, Bäume zu fällen. Ötzi könnte ein angesehener Mann gewesen sein, da Kupfer zu dieser Zeit sehr wertvoll war.
Möglicherweise war das empfindliche und wertvolle Beil allerdings nicht als Werkzeug gedacht, sondern als Waffe.

### Bogen und Pfeile
Mit dem Beil ist der noch nicht vollständig fertiggestellte Bogen aus Eibenholz bearbeitet worden. Er ist 1,80 m lang. CT-Aufnahmen des Querschnitts zeigen, dass der Bogen liegende Jahrringe hat und die Außenseite des Stammes die Rückenseite des Bogens bildet, wie das für neolithische Eibenbogen die Regel ist. Eine noch nicht vollständig geklärte Frage ist jene nach dem Splintholz an der Rückenseite, da dieses entweder vollständig fehlt oder aufgrund sekundärer Färbung nicht mehr vom dunkleren Kernholz zu unterscheiden ist. Der Bogen besitzt keine glatte Oberfläche, sondern weist allseitig eine sehr regelmäßige Struktur kleiner Schnitzkerben auf, die entweder mit dem Flachbeil aus Kupfer oder mit Klingen aus Feuerstein angefertigt wurden. Das Fehlen der Sehnenkerben allein ist kein Beweis für die Unfertigkeit des Bogens, denn diese können durch zwei eng geknotete Sehnenohren und/oder Umwicklung der Wurfarmenden (Riemen als Sehnenstopper) erübrigt werden. Wie Experimente mit nachgebauten Eibenbögen ergaben, haben diese bei Schalenwild noch auf 30–50 Meter eine tödliche Durchschlagskraft.
Die 14 Pfeile wurden aus Holz des Wolligen Schneeballs gefertigt. Nur an zwei Pfeilschäften sind noch die Pfeilspitzen aus Feuerstein erhalten, die mit Pflanzenfasern und Birkenpech befestigt und geklebt worden sind. Die Befiederung der Pfeile wurde ebenfalls mit Birkenpech angeklebt und zusätzlich mit einer Schnur umwickelt. Die Nockenkerben waren tief eingeschnitten (sog. „Selfnocke“), so dass die Pfeile in der Sehne fest eingenockt werden konnten.

### Dolch aus Feuerstein

Zeichnung des Dolchs, sowie der zwei Pfeilspitzen, des Klingenkratzers, des Bohrers sowie des kleinen Feuersteinabschlags

Der zur Ausrüstung gehörige Dolch hat eine Feuersteinklinge und einen Griff aus Eschenholz. In diesem Feuerstein sind winzige Fossilien eingeschlossen, die in dieser Zusammensetzung nur aus einer Grube in der Gemeinde Sant’Anna d’Alfaedo in den Monti Lessini östlich des Gardasees bekannt sind.
Zum Bearbeiten von Feuersteinschneiden (Retusche) diente der Retuscheur, ein Stift aus Lindenholz, in den der feuergehärtete Span eines Hirschgeweihs eingesetzt war.

### Rückentrage und Glutbehälter
Durch die Eisbewegungen einige Meter von der Mumie entfernt wurden die Reste einer Rückentrage aus Haselholz (Corylus avellana) gefunden. Diese bestand aus einem 1,99 m langen, gebogenen Haselstab, an dessen beiden Enden sich je zwei übereinanderliegende eingeschnittene Kerben befanden. Zwei Lärchen-Spaltholzbrettchen (40–38 cm Länge, 5–4,3 cm Breite) mit eingeschnittenen Kerben scheinen mit den Kerben des Haselstabes zu korrespondieren und dürften als Auflage am unteren Rücken gedient haben, während der Haselstab den Rahmen bildete. Im Biegungsbereich des Haselstabes sind Spuren von kreuzweisen Wicklungen feststellbar, die zu den Resten von Lindenbastschnüren passen, die nach Aussage von K. Spindler unmittelbar unter dem Tragegestell gefunden wurden. Außerdem wurde bei den Nachgrabungen des Jahres 1992 ein drittes, wesentlich kürzeres Lärchenbrettchen von 16,5 cm Länge gefunden. Die Rekonstruktion des Tragesackes bleibt bislang spekulativ, da keinerlei Reste eines Sackes bzw. seiner Befestigung am hölzernen Rahmen erhalten sind. Auf den Websites des Bozener Archäologiemuseums heißt es an einer Stelle, Fellreste und Haarbüschel würden darauf hinweisen, dass ein Fellsack an der Trage befestigt war. An einer anderen Stelle wird spekuliert, das aus Süßgras hergestellte Geflecht (traditionell als „Grasmantel“ interpretiert) könne auch den fehlenden Behälter darstellen, der auf der Rückentrage befestigt war.
Außerdem wurden zwei zylindrische Dosen aus Birkenrinde gefunden. Der Durchmesser der Dosen beträgt 15–18 cm, die Höhe etwa 20 cm. Eines der Rindengefäße hat eine schwärzlich verkohlte Innenwand und wird daher als Glutbehälter zum Transport von glühender Holzkohle interpretiert. Es enthielt Pflanzen- und Holzkohlefragmente, die in frisch gepflückte Blätter des Spitzahorns eingebettet waren. Die Holzkohlen bestanden aus folgenden Arten: Fichte/Lärche, Bergkiefer, Grün-Erle, Netz-Weide, Ulme und wahrscheinlich auch Gewöhnliche Felsenbirne.

### Gürteltasche mit Inhalt
Eine Gürteltasche enthielt einen Klingenkratzer, einen Bohrer, das Bruchstück einer Klinge und eine 7,1 cm lange Ahle. Der ebenfalls enthaltene Feuerschwamm und Spuren von Pyrit sind Bestandteile eines Schlagfeuerzeugs. Zwei mitgeführte Birkenporlinge dienten vermutlich als Heilmittel. Der Pilz hat eine desinfizierende Wirkung und wird außerdem als Aufguss gegen Würmer und Magenbeschwerden verwendet (in der Gegenwart zum Beispiel bei den Samen). Für ein Bündel verdrillter Rohhautstreifen, auf die eine gelochte Steinscheibe aufgefädelt ist, ist die Funktion nicht geklärt. Zuletzt wurde vorgeschlagen, sie als Teil eines sogenannten Vogelgalgens zu deuten.

## Datierung
Ötzis Todeszeitpunkt wurde mittels Radiokohlenstoffdatierung gemessen und mit dem Computerprogramm OxCal 4.4 auf 3164 v. Chr. (Konfidenzniveau 95,4 %, Standardabweichung σ = 104 a) kalibriert. Walter Kutschera fasste 2002 die Rohergebnisse der Labore Zürich und Oxford zu 4550 ± 19 BP zusammen, die mit OxCal 4.4 einen Mittelwert von 3258 ± 89 (1σ, also Konfidenzniveau 68,3 %) calBC (v. Chr., kalibriert) und einen Median von 3223 calBC ergeben, in Kalenderjahren: 3368–3108 calBC (2σ, also Konfidenzniveau 95,4 %) und 3371–3101 calBC (3σ, also Konfidenzniveau 99,7 %).

## Benennung
Der erste wissenschaftliche Bearbeiter des Funds, Konrad Spindler, nahm zunächst an, dass der Fundort namenlos sei, und benannte die Mumie daher nach dem weiter nördlich und deutlich höher zwischen Fineilspitze und Hauslabkogel gelegenen Hauslabjoch (Jungneolithische Mumie aus dem Gletscher vom Hauslabjoch, Gemeinde Schnals, Autonome Provinz Bozen-Südtirol, Italien). In der Folge wurde allerdings darauf hingewiesen, dass der Übergang, in dessen unmittelbarer Nähe die Mumie gefunden worden war, den Namen Tisenjoch trägt, woraus sich die Bezeichnung Mann vom Tisenjoch entwickelte.
Der Name „Ötzi“ geht auf den Artikel Vom Ötzi und dem Arnold in der Abendausgabe der Wiener Tageszeitung Arbeiter-Zeitung vom 26. September 1991, verfasst von dem Journalisten und Pädagogen Nikolaus Glattauer, zurück. Der damalige Chefredakteur hatte einen einprägsamen, griffigen Namen verlangt. Nach einer telefonischen Anregung von Karl Wendl wurde daraufhin die Mumie in diesem Artikel „Ötzi“ genannt.
Spindler selbst äußerte sich zu dieser Sprachschöpfung:

„Weltweit hat sich allerdings nur ein einziger Kosename durchgesetzt: Ötzi. Ohne Artikel verwendet und auch im Ausland stets großgeschrieben, ist die Eigennamenbildung abgeschlossen. Der Name ist lexikonreif.“

Das Südtiroler Archäologiemuseum, wo die Mumie heute aufbewahrt wird, verwendet die Bezeichnung Der Mann aus dem Eis, Mumie vom Similaun, Ötzi der Eismann oder Mann vom Similaun.
Im deutschsprachigen Raum sind die Bezeichnungen „Der Mann aus dem Eis“, „Mann vom Tisenjoch“, „Mann vom Hauslabjoch“ und „Mumie vom Similaun“ u. ä. gebräuchlich. In der Alpenvereinskarte ist der Fundort als „Eismann-Fundstelle“ bezeichnet. Auch wurde die Bezeichnung „Schnalsi“ (nach dem Schnalstal) lanciert. Sie konnte sich aber nicht durchsetzen. Im italienischen Sprachraum heißt die Mumie „Oetzi“, „La Mummia del Similaun“ (Mumie vom Similaun), „Uomo del Similaun“ (Mann vom Similaun) oder auch „Uomo venuto dal ghiaccio“ (Aus dem Eis gekommener Mann). Im englischsprachigen Raum sind zusätzlich zum Hauptbegriff Ötzi „Iceman“ und „Frozen Fritz“ gebräuchlich.

## Rezeption

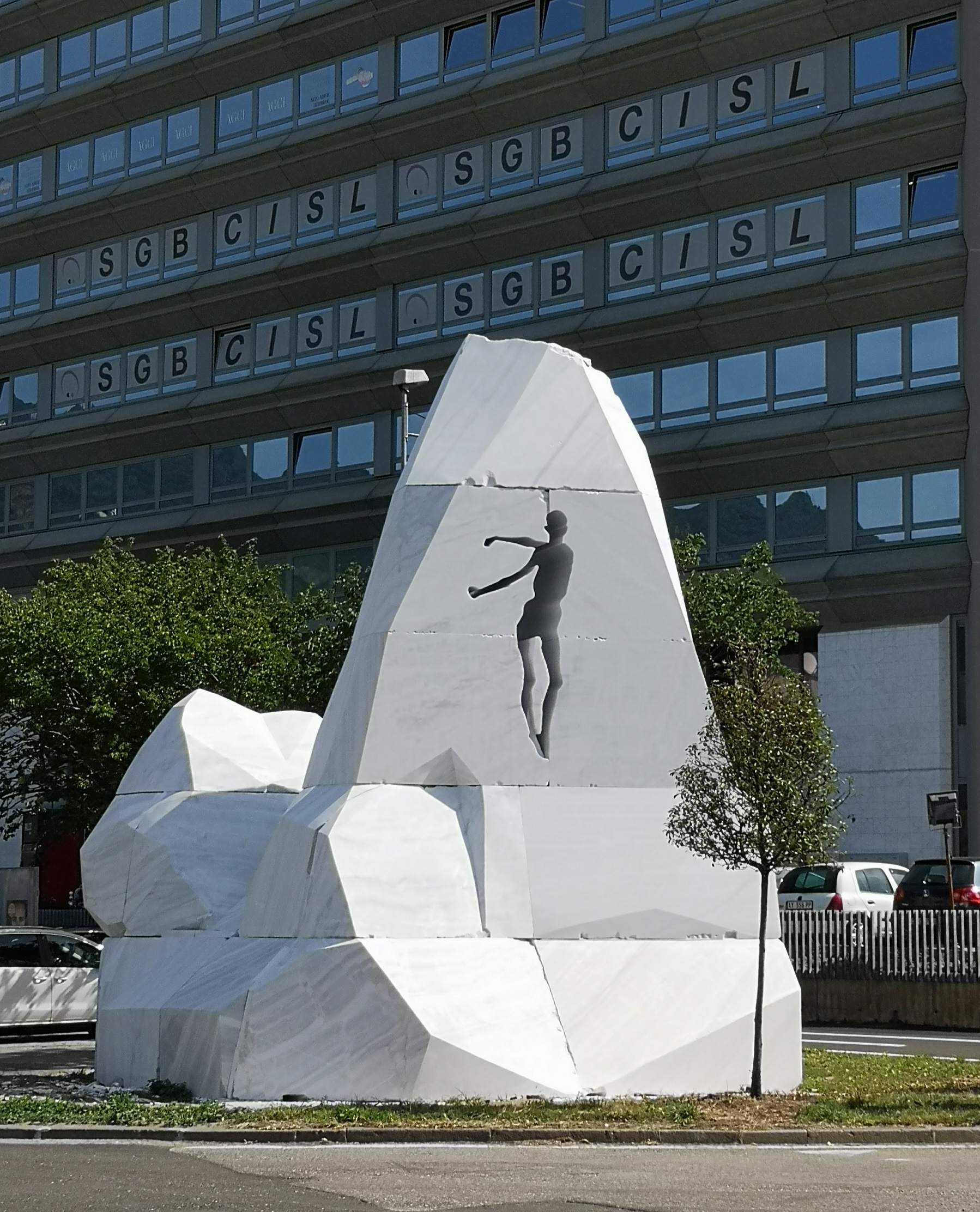
Das 2020 errichtete Ötzidenkmal im Industriegebiet Bozen

Sehr schnell und anhaltend nahmen sich Laien- wie Fachmedien des Fundes mit dessen Folgerungen und Interpretationen an. Es wurde sogar über den „Fluch des Ötzi“ als moderne Variante des Fluchs der Mumie von Tutanchamun fabuliert. Bisher sollen sieben Menschen gestorben sein, die mit der Leiche zu tun hatten, darunter ihr Entdecker Helmut Simon.
Ein verschwörungstheoretisches Buch namens Die Ötztal-Fälschung. Anatomie einer archäologischen Groteske erregte 1993 kurzzeitig Aufmerksamkeit.
In Hinblick auf die erinnerungskulturelle Dimension der Dauerausstellung der Gletscherleiche in der Stadtmitte Bozens wurde hervorgehoben, dass damit auch ein „symbolischer Bezug auf eine neue, beinahe überzeitliche Südtirol-Identität“ geschaffen wurde, die ihre politische Spannung auch aus dem deutlichen Kontrast zum nahe gelegenen, seinerseits ideologisch sehr aufgeladenen Siegesdenkmal aus der Zeit des italienischen Faschismus bezieht.
Im Mai 2000 wurde der Asteroid (5803) Ötzi benannt.
2020 wurde an einem Kreisverkehr im Industriegebiet Bozen, nahe der städtischen A22-Ausfahrt Bozen Süd, ein Ötzi-Memorial aus Laaser Marmor errichtet.

### Ausstellungen

#### Dauerausstellungen
- Seit März 1998 wird die Gletschermumie im Original im Südtiroler Archäologiemuseum in Bozen ausgestellt. Die Koordinierung der wissenschaftlichen Bearbeitung wurde dem Bozner Pathologen Eduard Egarter Vigl anvertraut.[116] Die Mumie wird in einer Kühlzelle gelagert, die mit −6,5 °C und 97–99 % Luftfeuchtigkeit die Bedingungen im Inneren des Gletschers imitiert und damit den Gefriertrocknungsgrad optimal erhalten soll. Da die Mumie trotzdem jeden Tag vier bis sechs Gramm Wasser verliert, wird ihr dieses alle drei Monate wieder zugeführt. Dazu wird in der Kühlzelle warmes Wasser als feiner Nebel versprüht, der sich auf die Mumie legt, teilweise in die Haut dringt und darauf eine dünne Eisschicht bildet.[117][118] In Planung befindet sich ein Verfahren, bei dem die Atmosphäre in der Kühlzelle durch reinen Stickstoff ersetzt werden soll. Dies soll das Wachstum aerober Bakterien verhindern und außerdem die Radikale, welche die Mumie angreifen könnten, aus der Umgebung entfernen.
- In den Freilichtmuseen Ötzi-Dorf in Umhausen in Nordtirol[119] und ArcheoParc in Schnals in Südtirol[120] wird versucht, die Lebenswelt Ötzis und seiner Zeit zu rekonstruieren und einem breiten Publikum zu vermitteln.

#### Einzelausstellungen
- Seit Januar 2003 tourt eine Wanderausstellung mit Reproduktionen der Ausrüstungsgegenstände und der Bekleidung des Mannes aus dem Eis durch die ganze Welt.[121] Die Wanderausstellung wird angesichts der fortschreitenden Forschungen bei jedem Standortwechsel inhaltlich aktualisiert. Vom 23. März 2016 bis 22. Januar 2017 wurde die Ausstellung unter dem Titel Ötzi. Der Mann aus dem Eis …und zwei von hier[122] im Braunschweigischen Landesmuseum in Braunschweig präsentiert.
- Im Herbst 2012 war im Jura-Museum Eichstätt eine Ausstellung mit dem Thema Die Rückkehr des Ötzi zu sehen, die auch einen Workshop bot.
- 7. Februar bis 7. September 2014 lief die Ausstellung Ötzi 2.0 – Neues von der Eismumie[123] mit interaktiven Modulen und museumspädagogischem Begleitprogramm in der Archäologischen Staatssammlung München. Über eine Live-Webcam konnte man in die Kühlkammer in Bozen schauen.
- 24. August 2018 bis 6. Januar 2019 – Ausstellung im Naturkundemuseum Paderborn.[124]

### Bücher
- Gabriele Beyerlein: Gabriele Beyerlein erzählt vom Gletschermann. (Bilder von Tilman Michalski) Oetinger, Hamburg 1993, ISBN 3-7891-7510-2.
- Erich Ballinger: Der Gletschermann. Ein Steinzeit-Krimi. Ueberreuter, Wien 2003, ISBN 3-8000-2075-0.
- Adam Jankowski: Ötz – Der Fall vom Similaun-Gletscher. Pro-Market, Breslau 2011, ISBN 978-83-932549-0-3.
- Andreas Venzke: Ötzi. Die Verfolgungsjagd in der Steinzeit. Ein Rätselkrimi. Auditorium Maximum / Hörbuchverlag der Wissenschaftlichen Buch-Gesellschaft, Darmstadt 2013 (CD im Digipak, 70 Minuten Laufzeit), ISBN 978-3-654-60392-6.
- Lenz Koppelstätter: Der Tote am Gletscher. Ein Fall für Commissario Grauner. Kiepenheuer & Witsch, Köln 2015, ISBN 978-3-462-04728-8.

### Hörspiel
- Bodo Hell (Regie, Stimme), Martin Leitner (Sounddesign): Tisenjoch. Oder: Die Tödin und der Hirte. 2016. Erstausstrahlung: ORF Radio Ö1, Hörspielgalerie, 17. Dezember 2016, 14 Uhr. (60 Min.) – 7 Tage frei nachhörbar.[125][126][127]

### Spielfilme
- Der Ötztalmann und seine Welt – Das Jahr, bevor er schlief. Deutschland / Österreich 1999.
- Der Mann aus dem Eis, Film von Felix Randau aus dem Jahr 2017.
- Ötzi und das Geheimnis der Zeit. Originaltitel Ötzi e il mistero del tempo. Italien 2018.

### Comics
- Gerd „Pirg“ Pircher: Ötzl, der Mann aus dem Eis. Druck- und Verlagshaus Thaur 2000, ISBN 3-85400-108-8.
- Gerd „Pirg“ Pircher: Ötzl und das verschwundene Dorf. Druck- und Verlagshaus Thaur 2010. ohne ISBN.

## Dokumentationen
- Rätselhafte Tote – Der Mann aus dem Eis. Originaltitel: Mummies Alive: Otzi – Stone Age Warrior? TV-Dokumentation, UK 2015; Deutsche Synchronfassung: ZDF/ ZDF Enterprises 2015.
- Rätselhafte Kriminalfälle der Geschichte: Die Akte Ötzi. TV-Dokumentation in HD, Deutschland 2023 für ZDF.